# Waterton-Glacier International Peace Park

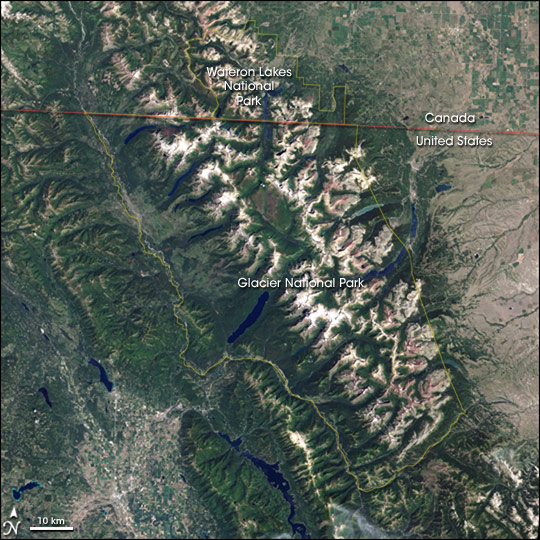
Satellitenaufnahme mit den Grenzen des Friedensparks

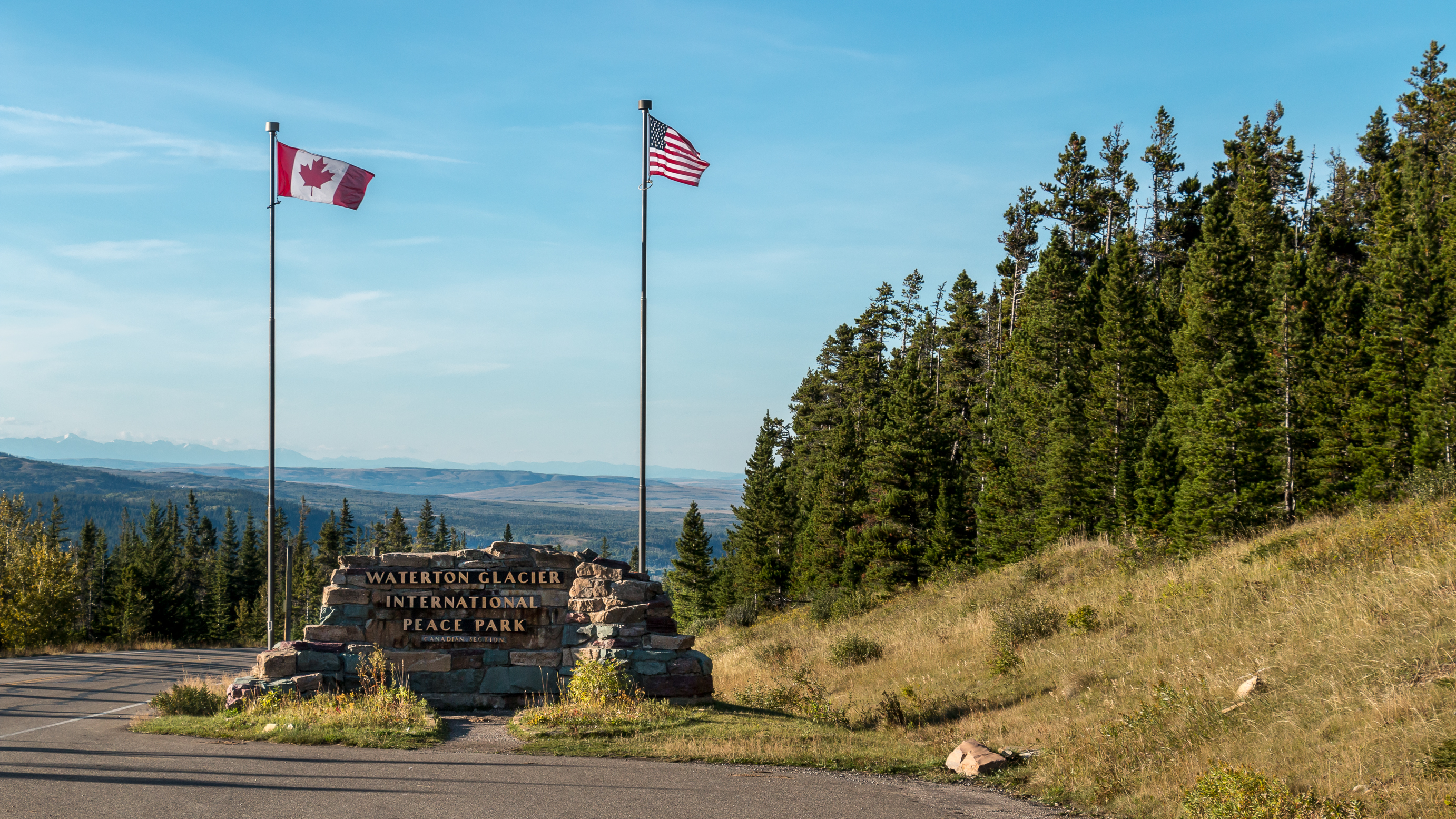
Eine Steinstele mit dem Namen des Peace Parks am Chief Mountain Grenzübergang

Der Waterton-Glacier International Peace Park ist der Zusammenschluss des Waterton-Lakes-Nationalparks in Kanada mit dem Glacier-Nationalpark in den Vereinigten Staaten. Beide Parks wurden von der UNESCO in den Jahren 1976 und 1979 zum Biosphärenreservat und 1995 als Einheit zum Weltnaturerbe erklärt.
Der Zusammenschluss der beiden Nationalparks kam 1932 zustande durch die Mitglieder des Rotary Club aus Alberta und Montana. Es war der erste Peace Park der Welt, ein internationaler „Friedenspark“. Er soll die Freundschaft und den Frieden zwischen den beiden Ländern symbolisieren. Es gibt Bestrebungen, weitere Parks zwischen den USA und Mexiko einzurichten.
Der Park hat eine Größe von 4.572 km² und liegt im südwestlichen Alberta und nordwestlichen Montana, an der Ostseite der Rocky Mountains und am westlichen Rand der nordamerikanischen Prärie. Im Park gibt es Steppen, Wälder, alpine Berge und Gletscher und eine große Anzahl von Pflanzen und Säugetieren. Es ist der Kern des Crown of the Continent Ecosystem, einem Großökosystems in den Rocky Mountains in beiden Staaten, weit über die Nationalparke hinaus.